# Campus penitenciario Silivri
La prisión de Marmara (turco: Marmara Cezaevi) u oficialmente el campus de penitenciarías de Marmara (turco: Marmara Ceza İnfaz Kurumları Kampüsü), anteriormente la prisión de Silivri, es un complejo de instituciones correccionales estatales de alta seguridad en el Distrito de Silivri de la Provincia de Estambul en Turquía. Establecido en el 2008, era el centro penitenciario más moderno del país y el más grande del mundo, según el Libro de los Récord de Guinness.
Al 5 de junio del 2008, se encontraban detenidos en Turquía un total de 96.760 acusados y condenados. 11.148 de ellos fueron recluidos en diez establecimientos penitenciarios de tipo cerrado y abierto dentro de la provincia de Estambul. Tras la apertura de la prisión de Silivri, que tiene una capacidad para casi 11.000 reclusos, el número de reclusos en todas las prisiones de Estambul llegó a 15.910.
El complejo penitenciario está ubicado a 9 km (5,6 millas) al oeste de Silivri en la autopista E84, que conecta la autopista D.100 con la autopista europea O-3 (E80).
En el 2022, el nombre de la prisión se cambió a Prisión de Mármara.

## Historia
La necesidad de una prisión ubicada lejos de las áreas pobladas se hizo necesaria ya que la prisión más grande de Estambul, la prisión de Bayrampaşa, aunque construida a mediados de la década de 1960 en las afueras, permaneció dentro de los límites de la ciudad debido a la rápida expansión de la misma. Otra razón importante fue abandonar las instalaciones obsoletas, de acuerdo con la reforma penitenciaria iniciada para un sistema penal efectivo.
La construcción de la prisión de Silivri comenzó en el 2005 y tardó tres años en completarse. Cubriendo un área de 437.000 m2 (4.700.000 pies cuadrados) y extendiéndose sobre 955.354 m2 (10.283.340 pies cuadrados) de terreno, el complejo penitenciario está compuesto por nueve bloques, uno abierto, y ocho instituciones correccionales cerradas tipo L con una capacidad total para 10.904 reclusos.
Cada uno de los ocho bloques correccionales cerrados tipo L consta de 61 unidades para hasta 21 reclusos, cuatro habitaciones para tres y 40 habitaciones individuales. Las habitaciones individuales o para tres tienen 12,45 m2 (134,0 sq ft), los patios abiertos 65,19 m2 (701,7 sq ft), la unidad intercomunitaria 56,59 m2 (609,1 sq ft) y la unidad con capacidad para 21 personas 208,93 m2 (2248,9 pies cuadrados). Cada sección tiene una entrada de antena para TV, una radio, una pequeña cocina, una toma de corriente y un botón de alarma para llamar al personal penitenciario en caso de emergencia.
Los nueve bloques son accesibles por separado más allá de la entrada principal y también son administrados de forma independiente por directores separados y su propio personal. Cada bloque tiene tres puertas separadas, una para acusados y condenados, otra para personal, abogados y visitantes y otra para material.
El complejo cuenta con un estacionamiento para 1.500 automóviles, una sala de espera en la entrada para visitantes, una institución de salud, una mezquita, seis aulas, ocho talleres de formación profesional, dos canchas deportivas al aire libre, un polideportivo cubierto, una biblioteca, un mercado comercial, una guardería, un restaurante, alojamiento para 500 empleados e instalaciones sociales. Seis unidades de distribución de energía y dos estaciones de agua abastecen la instalación. Para audiencias con un alto número de acusados o convictos de alto riesgo de seguridad, también están disponibles dentro del campus dos salas de audiencias, salas de oficinas para jueces y fiscales.
Unas 17.000 personas, incluidas 2.000 personas de servicio y 1.500 visitantes, se alojan diariamente en el complejo. Se informa que el costo de la construcción fue de alrededor de 100 millones de liras (aproximadamente US $ 67 millones en ese momento y alrededor de US $ 6,8 millones en el 2022).

## Seguridad
En la prisión, que está equipada con dispositivos de seguridad de última generación en los puestos de control, se emplean 134 personas. En las entradas y salidas, hay puertas sensibles a los ojos y dispositivos de rayos X para escaneo electrónico biométrico.
Cada persona, incluso el director de la prisión, el fiscal o el visitante, es examinada por dispositivos de rayos X antes de ingresar a la sala de espera. El dispositivo se monitorea en dos pantallas separadas. Además, se registran imágenes de alta resolución de los iris de los ojos de las personas, del personal penitenciario una sola vez y de los visitantes cada vez, para su autenticación mediante reconocimiento de la iris de los ojos.
Una foto de cada recluso está fijada en la pared exterior de su celda. Los reclusos pueden cerrar con llave la puerta de sus celdas desde el interior para protegerse de los ataques. La puerta de la celda se puede abrir con la llave del guardia. Los reclusos también pueden alarmar a la seguridad de la prisión presionando un botón en la pared de la celda.
Para la seguridad exterior de la instalación, las unidades de gendarmería son responsables.

## Reclusos
Con el establecimiento de modernas instalaciones penitenciarias en Turquía, los acusados y convictos son detenidos en diferentes prisiones clasificadas según el tipo de delito. En la prisión de Silivri, se asigna un ala separada a los delincuentes varones de entre 18 y 21 años de edad condenados por delincuencia juvenil que no sean delitos relacionados con las drogas. En la prisión de Silivri se cumple la reforma penal destinada a mejorar actividades como la educación y la formación, la rehabilitación penológica y los servicios de rehabilitación psicosocial.
Inmediatamente después de la finalización del complejo, alrededor de 3500 de los 5500 reclusos de la prisión de Bayrampaşa de 40 años fueron trasladados a Silivri. El 6 de junio del 2008 se inició el traslado de los procesados y los condenados por delitos como narcotráfico, hurto, homicidio o robo.

### Como lugar de juicio
Los juicios de Ergenekon, relacionados con la organización Ergenekon, una supuesta red clandestina formada por antiguos y activos militares y oficiales de seguridad, políticos, periodistas, académicos y líderes de la mafia, que presuntamente intentaron derrocar al gobierno, se llevan a cabo desde el 20 de octubre del 2008 en la sala del tribunal de la prisión de Silivri especialmente diseñada.
Por razones de seguridad, se eligió el complejo penitenciario de Silivri para albergar el juicio de Ergenekon. Con el fin de evitar el transporte arriesgado y lento de los sospechosos confinados a un juzgado a 80 km (50 millas) de Estambul, las audiencias se llevan a cabo en la sala del tribunal dentro del complejo penitenciario.
Sin embargo, a medida que aumentaba el número de acusados y, por lo tanto, el número de abogados que asistían a las audiencias durante el proceso del juicio, la sala del tribunal existente se volvió insatisfactoria. En junio del 2009, el pabellón deportivo de la prisión se convirtió durante el juicio en una maxi sala de audiencias con capacidad para 753 personas, incluidos acusados, testigos, abogados, espectadores y miembros de la prensa. Un palco con barandilla, lo suficientemente grande para 180 acusados, está situado en el centro de la sala del tribunal.
Por su parte, la antigua sala de audiencias, con una capacidad original para 203 personas, también fue ampliada para acoger a 405 personas.

## Prisioneros notables
- Mustafa Levent Göktaş (nacido en 1959), coronel retirado del Comando de Fuerzas Especiales.[2]
- Veli Küçük (nacido en 1944), general de brigada retirado de la gendarmería turca.[2]
- Doğu Perinçek (nacido en 1942), líder del Partido de los Trabajadores de Turquía.
- İbrahim Şahin (nacido en 1956), jefe de policía retirado.
- İlker Başbuğ (nacido en 1943), exjefe del Estado Mayor General de Turquía.
- Ali Yasak (nacido en 1956), jefe del crimen organizado, involucrado en el escándalo Susurluk.
- Barış Pehlivan (nacido en 1983), periodista y autor.
- Tuncay Özkan (nacido en 1966), periodista, escritor y político de CHP.

### Arrestados después de intento de golpe de Estado del 2016
- Hüseyin Avni Mutlu (nacido en 1956), exfuncionario y gobernador de la provincia de Estambul.
- Hüseyin Çapkın (nacido en 1951), exjefe de policía de la provincia de Estambul.
- Ahmet Altan (nacido en 1950), periodista y novelista.
- Mehmet Altan (nacido en 1953), economista y autor.
- Kadri Gürsel (nacido en 1961), periodista.
- Deniz Yücel (nacido en 1973), periodista alemán.
- Peter Steudtner (nacido en 1971), activista alemán de derechos humanos.
- Osman Kavala (nacido en 1957), empresario y filántropo.